# Jelle Goes
Jelle Quirinus Goes (Hilversum, 26 maart 1970) is een Nederlandse trainer in het betaald voetbal.

## Carrière

### Estland
Goes was van 2 oktober 2004 tot en met 29 juni 2007 bondscoach van Estland. In die functie volgde hij een andere Nederlandse trainer op, Arno Pijpers, wiens assistent-coach hij daarvoor was. Op 29 juni 2007 stapte hij op als Ests bondscoach in overleg met de Estse voetbalbond. Hij had de nationale selectie in totaal 29 duels onder zijn hoede.
| Interlands Estland onder leiding van Jelle Goes | Interlands Estland onder leiding van Jelle Goes | Interlands Estland onder leiding van Jelle Goes | Interlands Estland onder leiding van Jelle Goes | Interlands Estland onder leiding van Jelle Goes | Interlands Estland onder leiding van Jelle Goes |
| №                                               | Datum                                           | Locatie                                         | Wedstrijd                                       | Uitslag                                         | Competitie                                      |
| ----------------------------------------------- | ----------------------------------------------- | ----------------------------------------------- | ----------------------------------------------- | ----------------------------------------------- | ----------------------------------------------- |
| 1                                               | 13.10.2004                                      | Riga, Letland                                   | Letland – Estland                               | 2 – 2                                           | WK-kwalificatie                                 |
| 2                                               | 17.11.2004                                      | Krasnodar, Rusland                              | Rusland – Estland                               | 4 – 0                                           | WK-kwalificatie                                 |
| 3                                               | 30.11.2004                                      | Bangkok, Thailand                               | Thailand – Estland                              | 0 – 0                                           | Oefeninterland                                  |
| 4                                               | 02.12.2004                                      | Bangkok, Thailand                               | Hongarije – Estland                             | 5 – 0                                           | Oefeninterland                                  |
| 5                                               | 09.02.2005                                      | Maracaibo, Venezuela                            | Venezuela – Estland                             | 3 – 0                                           | Oefeninterland                                  |
| 5                                               | 26.03.2005                                      | Tallinn, Estland                                | Estland – Slowakije                             | 1 – 2                                           | WK-kwalificatie                                 |
| 7                                               | 30.03.2005                                      | Tallinn, Estland                                | Estland – Rusland                               | 1 – 1                                           | WK-kwalificatie                                 |
| 8                                               | 20.04.2005                                      | Tallinn, Estland                                | Estland – Rusland                               | 1 – 2                                           | Oefeninterland                                  |
| 9                                               | 04.06.2005                                      | Tallinn, Estland                                | Estland – Liechtenstein                         | 2 – 0                                           | WK-kwalificatie                                 |
| 10                                              | 08.06.2005                                      | Tallinn, Estland                                | Estland – Portugal                              | 0 – 1                                           | WK-kwalificatie                                 |
| 11                                              | 17.08.2005                                      | Tallinn, Estland                                | Estland – Bosnië en Herz.                       | 1 – 0                                           | Oefeninterland                                  |
| 12                                              | 03.09.2005                                      | Tallinn, Estland                                | Estland – Letland                               | 2 – 1                                           | WK-kwalificatie                                 |
| 13                                              | 08.10.2005                                      | Bratislava, Slowakije                           | Slowakije – Estland                             | 1 – 0                                           | WK-kwalificatie                                 |
| 14                                              | 12.10.2005                                      | Luxemburg, Luxemburg                            | Slowakije – Estland                             | 0 – 2                                           | WK-kwalificatie                                 |
| 15                                              | 12.11.2005                                      | Helsinki, Finland                               | Finland – Estland                               | 2 – 2                                           | Oefeninterland                                  |
| 16                                              | 16.11.2005                                      | Ostrowiec Świętokrzyski, Polen                  | Polen – Estland                                 | 3 – 1                                           | Oefeninterland                                  |
| 17                                              | 01.03.2006                                      | Belfast, Noord-Ierland                          | Noord-Ierland – Estland                         | 1 – 0                                           | Oefeninterland                                  |
| 18                                              | 28.05.2006                                      | Hamburg, Duitsland                              | Turkije – Estland                               | 1 – 1                                           | Oefeninterland                                  |
| 19                                              | 31.05.2006                                      | Tallinn, Estland                                | Estland – Nieuw-Zeeland                         | 1 – 1                                           | Oefeninterland                                  |
| 20                                              | 16.08.2006                                      | Tallinn, Estland                                | Estland – Macedonië                             | 0 – 1                                           | EK-kwalificatie                                 |
| 21                                              | 02.09.2006                                      | Tallinn, Estland                                | Estland – Israël                                | 0 – 1                                           | EK-kwalificatie                                 |
| 22                                              | 11.10.2006                                      | Sint-Petersburg, Rusland                        | Rusland – Estland                               | 2 – 0                                           | EK-kwalificatie                                 |
| 23                                              | 15.11.2006                                      | Tallinn, Estland                                | Estland – Wit-Rusland                           | 2 – 1                                           | Oefeninterland                                  |
| 24                                              | 03.02.2007                                      | Jerez de la Frontera, Spanje                    | Polen – Estland                                 | 4 – 0                                           | Oefeninterland                                  |
| 25                                              | 07.02.2007                                      | Domžale, Slovenië                               | Slovenië – Estland                              | 1 – 0                                           | Oefeninterland                                  |
| 26                                              | 24.03.2007                                      | Tallinn, Estland                                | Estland – Rusland                               | 0 – 2                                           | EK-kwalificatie                                 |
| 27                                              | 28.03.2007                                      | Tel Aviv, Israël                                | Israël – Estland                                | 4 – 0                                           | EK-kwalificatie                                 |
| 28                                              | 02.06.2007                                      | Tallinn, Estland                                | Estland – Kroatië                               | 0 – 1                                           | EK-kwalificatie                                 |
| 29                                              | 06.06.2007                                      | Tallinn, Estland                                | Estland – Engeland                              | 0 – 3                                           | EK-kwalificatie                                 |

### Rusland
Ondanks een aantal aanbiedingen van Nederlandse profvoetbalclubs vervolgde Goes zijn carrière in Rusland. Op 10 augustus 2007 trad hij aan als technisch directeur bij CSKA Moskou. Hij was er op organisatorisch en tactisch vlak verantwoordelijk voor de ontwikkeling van de clubspelers, vanaf de jeugdteams tot en met het eerste elftal. Daarnaast bleef Goes tot het einde van 2007 UEFA-contactpersoon voor Estland en hield hij zich op afstand bezig met een aantal technische zaken rondom het nationale elftal.

### Nederland
Goes werd op 4 december 2009 terug naar Nederland gehaald door PSV. Daar tekende hij een contract dat hem met ingang van 1 januari 2010 voor 4,5 jaar hoofd opleidingen maakte. In september 2012 vertrok hij bij PSV om aan de slag te gaan bij Anzji Machatsjkala, waar Guus Hiddink hoofdtrainer was. In 2013 trad hij aan als technisch manager van de KNVB. Hij werkte hier aan het plan Winnaars van Morgen, dat de Nederlandse jeugdopleiding moest verbeteren. De KNVB adopteerde het plan, maar na het aanstellen van Hans van Breukelen als technisch directeur, was zijn rol uitgespeeld. In eerste instantie kreeg hij nog de verantwoordelijkheid over het Nederlandse jeugdelftal, maar in 2017 werd hij door Van Breukelen aan de kant geschoven.

### Israël en UEFA
Op 3 maart 2021 werd bekend dat Goes aan de slag zou gaan als technisch manager van de Israëlische voetbalbond, waar hij een contract voor twee jaar tekende. Hij bleef tot april 2023 in deze functie, die hij inruilde voor de rol van Chief of Football Technical Development bij de Europese voetbalbond UEFA.

### Feyenoord
Slechts enkele maanden na zijn aanstelling bij de UEFA werd bekend dat Goes aan de slag zou gaan bij de Nederlandse voetbalclub Feyenoord. Als recruitment & development manager zou hij hier algemeen directeur Dennis te Kloese ondersteunen met het uitrollen en waarborgen van de voetbaltechnische waardes van de club. Een jaar later werd Goes toegevoegd aan een nieuwe technische commissie, met Mark Ruijl en Stijn Vandenbroucke, die Te Kloese verder moest ontlasten van transfer-gerelateerde werkactiviteiten.